# Cerkev sv. Valburge, Zutphen
Valburgina cerkev, lokalno znana kot Valburška cerkev ali tudi Cerkev Valburge, je cerkev na 's-Gravenhof v mestu Zutphen, z najstarejšim delom iz 11. stoletja. Sedanja cerkev je večinoma iz prve polovice 13. stoletja; od 16. stoletja se zunanjost cerkve ni spremenila.

## Zgodovina

### Srednji vek
Najstarejši del cerkve iz 11. stoletja je bil najprej posvečen tako Petru kot Valburgi, vendar je prvi v 12. stoletju izginil. Do okoli leta 1250 je bila Valburška cerkev edina župnijska cerkev v Zutphenu, dokler ni bila ustanovljena Nieuwstadskerk.

### Renesansa
Zvonik ali cerkveni stolp je visok 76 metrov, vendar je bil do leta 1600 visok kar 117 metrov, vendar je pogorel ob udaru strele. Tako je bil stolp višji od zvonika katedrale v Utrechtu. Ob cerkvi se nahaja knjižnica, t.i. verižna knjižnica iz leta 1561. Je ena od treh ohranjenih tovrstnih knjižnic v Evropi.
Od leta 1591 je Valburška cerkev protestantska. Po prevzemu cerkve s strani protestantov je bil leta 1595 porušen obok kripte, nato pa so bila tla izravnana. 

### Od 18. do 20. stoletja
Strešni stolpič na visokem koru je bil postavljen leta 1729 in potem obnovljen leta 1981. V letih 1888-1892 je bil obnovljen in predelan južni portal.
Cerkev je med letoma 1890 in 1919 doživela prvo večjo obnovo. Vodil jo je B. Peteri, po letu 1894 pa arhitekt HA Ezerman. Svetovalec je bil P. J. H. Cuypers. Leta 1945 je cerkev utrpela velike poškodbe, ki so bile sanirane pri obnovi v letih 1948–1962. 30. marca 1948 je zgorela konica stolpa, popernica iz leta 1633. Po desetletjih razprav o novi kroni stolpa je bil leta 1970 postavljen zvonik v enaki obliki. V letih 1979–1998 je sledila obnova notranjosti. Severni portal (Marijin portal) je bil ponovno obnovljen leta 1992.
Valburgina cerkev je bila v lasti protestantske občine Zutphen, leta 2016 pa je bila prenesena na Fundacijo Starih Gelderskih cerkva (Stichting Oude Gelderse Kerken (SOGK)). Za izkoriščanje je odgovorna fundacija Walburgiskerk Zutphen. Poleti pri nedeljskem bogoslužju in na številnih koncertih igrajo Baderjeve orgle.

## Inventar
- pokrov sarkofaga iz konca 12. ali začetka 13. stoletja
- železna svečna krona (tiara), konec 14. stoletja
- bakren krstilnik iz leta 1527 Gilles van der Eyndeja iz Mechelena
- cerkvene orgle Hansa Henrika Baderja iz leta 1637
- prižnica, 17. stoletje

## Glavne orgle
Cerkev ima tri orgle. Glavne orgle je leta 1639 zgradil Hans Henrick Bader. Veljajo za največje nizozemske orgle iz pozne renesanse/zgodnjega baroka. Glasbilo sta z leti močno spremenila in razširila izdelovalca orgel Johannes Wilhelmus Timpe (1813) in Nicolaus Anthony Lohman (1824). Leta 1976 in 1996 so orgle restavrirali izdelovalci orgel Reil in jih vrnili v zgodovinsko stanje iz 17. stoletja. Instrument ima 38 registrov.  